# Gwiazdozbiór Ołtarza
Ołtarz (łac. Ara, dop. Arae, skrót Ara) – słabo widoczny, 63. co do wielkości na niebie, gwiazdozbiór nieba południowego i leżący w obrębie Drogi Mlecznej, na południe od Skorpiona, znany już w starożytności, pierwotnie jako Stół Ofiarny. W Polsce niewidoczny. Liczba gwiazd widocznych nieuzbrojonym okiem: około 30.

## Mity i legendy
Wiele wczesnych kultur rozpoznawało ten gwiazdozbiór na swoim niebie. Ołtarz jest leżącą najdalej na południe konstelacją, znaną starożytnym astronomom. Hebrajczycy interpretowali gwiazdy Ołtarza albo jako ołtarz, który Noe zbudował po przeżyciu Potopu, albo jako ten, który Bóg kazał zbudować Abrahamowi dla złożenia ofiary z Izaaka. Ołtarz wiązany jest z dwoma mitami greckimi. W pierwszym ołtarz z nieba utożsamiany był z ołtarzem, przed którym bogowie składali śluby z posłuszeństwa przed podjęciem walki z Kronosem i tytanami. Według drugiego mitu Zeus po zgładzeniu ojca (Kronosa) i podziale władzy między swoich braci i siostry umieścił ołtarz pośród gwiazd na pamiątkę. Dla Rzymian był to ołtarz, na którym palono kadzidło dla zmarłych.
Starożytni Grecy w gwiazdozbiorze Ołtarza widzieli zapowiedź burz na morzu. Według Aratosa, kiedy całe niebo, oprócz Ołtarza, było zasnute chmurami, można się było spodziewać wiatru z południa.
Przedstawia ołtarz, na którym mitologiczny, uczony centaur Chiron złożył bogom Olimpu ofiarę z wilka. Często przedstawiany z płonącym kadzidłem lub jako stos służący za latarnię morską, z którego dymu uformowała się Droga Mleczna. Góra Ołtarza jest skierowana na południe. Dym z kadzidła palonego na ołtarzu podobno utworzył Drogę Mleczną.
W niektórych wczesnych „nowożytnych” atlasach nieba Centaur niesie w kierunku Ołtarza na mieczu lub włóczni zwłoki Psa w celu całopalenia. Nie ma jednak w mitologii opowieści, która by opisywała taki obraz. Lacaille położył kres tym interpretacjom, używając przestrzeni pomiędzy tymi trzema gwiazdozbiorami do stworzenia gwiazdozbioru Węgielnicy, który stał się przeszkodą dla Centaura.

### Tytanomachia
Tytanomachia, walka bogów z Tytanami, była dziesięcioletnią wojną o władzę nad Wszechświatem między bogami Olimpu pod wodzą Zeusa a Tytanami z góry Otrys. Z wdzięczności za zwycięstwo Zeus umieścił ołtarz bogów na niebie.

## Gwiazdy Ołtarza
Gwiazdy Ołtarza są łatwe do znalezienia, ponieważ leżą na południe od ogona Skorpiona. Dziwne jest jedynie to, że żadna z nich nie ma swojej nazwy, tym bardziej że konstelację znali już starożytni. Dwie zakrzywione linie, będące wzajemnie niemal lustrzanymi odbiciami, oznaczają boki ołtarza: Alfa (α), Beta (β), Gamma (γ) i Delta (δ) na zachodzie oraz Epsilon (ε), Zeta (ζ) i eta (η) na wschodzie. Jasna Droga Mleczna, płynąca przez sąsiednie gwiazdozbiory Węgielnicy i Skorpiona, może być interpretowane jako niebiański dym ze spalonych darów. 
- Najjaśniejszą gwiazdą jest Beta Arae (β Ara; 2,84m), która jest pomarańczowym olbrzymem typu K odległym od nas o około 603 lata świetlne[3].
- Druga w kolejności to Alfa Arae (α Ara), która jest gwiazdą zmienną typu Be, zmieniającą jasność w granicach 2,76-2,9m i odległą od nas o około 240 lat świetlnych. Wyróżnia się szybką rotacją wynoszącą na równiku 470 kilometrów na sekundę, w wyniku czego wyrzucana materia gromadzi się w dysku[3]. Jest ponad 2000 razy jaśniejsza od Słońca i masie siedem razy większej od masy Słońca[1].
- Trzecia do jasności to Zeta Arae (ζ Ara; 3,12m), która jest olbrzymem typu K odległym o około 574 lata świetlne[3].
- Kolejne gwiazdy to Gamma Arae (γ Ara; 3,31m) – niebieski nadolbrzym leżący w odległości 1140 lat świetlnych oraz Delta Arae (δ Ara; 3,6m), niebieskobiała gwiazda znajdująca się w odległości 187 lat świetlnych[5]. Zaledwie pięć kolejnych gwiazd w konstelacji jest jaśniejszych od 5 magnitudo[3].
- Do słabszych gwiazd tej konstelacji należy Mi Arae (Cervantes), żółty karzeł o jasności 5,15m, którego okrążają cztery znane planety.
- Na uwagę zasługuje także układ gwiazd Epsilon2 Arae, który składa się z karła typu F (5,44 m), dużo słabszej gwiazdy o jasności 8,65m oddalonej od składnika głównego o zaledwie 0,6 sekundy łuku oraz jeszcze słabszego białego karła o jasności 13,47m odległego o 25 sekund łuku[3].

## Interesujące obiekty
Północny koniec Ołtarza leży dość blisko płaszczyzny Drogi Mlecznej i tam można znaleźć sporo gromad otwartych i mgławic planetarnych.
- NGC 6193 (5,2m) to gromada otwarta, składająca się z 27 gwiazd szóstej wielkości i słabszych. Ich światłu zawdzięczamy piękne podświetlenie gazu i pyłu międzygwiazdowego mgławicy NGC 6188. Gromada o rozmiarach 15′ – oddalona od nas o 4300 lat świetlnych i licząca zaledwie trzy miliony lat. Jest widoczna przez lornetkę[3]. W centrum znajduje się biała gwiazda podwójna. Gromada jest zbiorem gwiazd tworzących rozmaite pętle i strugi w swej wschodnie części. Gromadę można z łatwością zobaczyć przez 10-centymetrowy teleskop[1].
- Około trzech stopni na północny wschód od Beta Arae znajduje się gromada kulista NGC 6397 (6,68m). Gromada ta skupia aż 400 tysięcy starych gwiazd odległych od nas o około 7200 lat świetlnych. W 2004 roku obserwacje zawartości berylu w dwóch gwiazdach NGC 6397 pozwoliły astronomom z Europejskiego Obserwatorium Południowego wyznaczyć wiek gromady na około 13,4 miliarda lat. To pozwoliło na wyznaczenie wieku samej Drogi Mlecznej na 13,6 miliarda lat. Jest prawdopodobnie najbliższą gromadą kulistą. Ma gęste jądro i rozproszone warstwy zewnętrzne, w których widoczne są łańcuchy gwiazd[3]. W 15-centymetrowym teleskopie wygląda niemal jak gromada otwarta, ale jest to nieściśnięte, wielkie, rozciągające się w różne strony skupisko gwiazd o średnicy równej niemal połowie średnicy Księżyca w pełni[1].
- Na północny zachód od Alfa Arae znajduje się gromada kulista NGC 6352 (7,8m). Jest to luźny system gwiazdowy o promieniu około 7,1′, odległy o około 19 750 lat świetlnych[3].
- Najbardziej znana mgławica planetarna w gwiazdozbiorze to Płaszczka odległa o około 18 tysięcy lat świetlnych i jasności całkowitej około 10,75m. Jest to mgławica planetarna w trakcie tworzenia, proces rozpoczął się około 200 lat temu, w latach 70. XX wieku zaś obiekt dopiero zaczynał się kształtować jako premgławica planetarna. Rozmiary Płaszczki stanowią zaledwie 1/10 rozmiarów typowej mgławicy planetarnej. W środku mgławicy znajduje się układ podwójny gwiazd o jasności 15 i 17m – drugi składnik został odkryty dzięki zdjęciom wykonanym przez Kosmiczny Teleskop Hubble’a[3].
- Wiele galaktyk znajduje się blisko południowych granic konstelacji. W pobliżu ety Ołtarza widać jasne galaktyki NGC 6215 i NGC 6221, otoczone obszarem wysadzonym gwiazdami[1].

## Planety pozasłoneczne
Gwiazda Gliese 674 jest oddalona o 14,81 lat świetlnych, jej masa wynosi 0,35 masy Słońca, a jasność widzialna 9,38m. Gwiazda, to obiekt o typie widmowym M2,5, temperaturze efektywnej 3600 (±100) K i jest oddalona o 14,81 lat świetlnych. Planeta Gliese 674 b o masie 0,037 masy Jowisza obiega gwiazdę centralną z okresem 4,69 dnia. Niestety układ ten znajduje się w konstelacji nieba południowego, które jest niewidoczne dla mieszkańców Polski.